# أحمد النفيلي
أحمد طاهر النفيلي (بالإنجليزية: Ahmed Taher Al-Nufaili)‏؛ مواليد 13 يناير 1994 في الأحساء، السعودية، هو لاعب كرة قدم سعودي.
لعب سابقاً في نادي هجر ونادي العين ونادي العمران.

## روابط خارجية
- أحمد النفيلي على موقع Soccerway.com (الإنجليزية)